# Língua mauaiana
O mawayana é uma língua quase extinta da família linguística arawak falada no Brasil e no Suriname.

## Pronomes
Os afixos pessoais e os pessoais independentes da língua mawayana:
| Pessoa | Português | Prefixos Nome, Relacionador, S de Verbo | Sufixos S de Adjetivo, O de Verbo | Pessoais Independentes |
| ------ | --------- | --------------------------------------- | --------------------------------- | ---------------------- |
| 1sg    | eu        | nu-                                     | -na                               | nu                     |
| 2sg    | tu        | i-                                      | -i                                | i                      |
| 3sg    | ele(a)    | ri-                                     | -si                               | ri                     |
| 1pl    | nós       | wa-                                     | -wi                               | wa-wi                  |
| 2pl    | vós       | i-                                      | -wiko                             | (riʔu)                 |
| 3pl    | eles(as)  | na-                                     | -nu                               | na-winu                |

## Vocabulário
Vocabulário mawayana (flora, fauna e artefatos culturais):
Abreviações
- (F) = Farabee (1918)[4]

| Português         | Mawayana             |
| ----------------- | -------------------- |
| animal de criação | -ɨsa                 |
| mucura            | waata                |
| tamanduá-bandeira | amaasi (< karib)     |
| tamanduá-colete   | wati                 |
| tatu              | kapaija (F)          |
| paca              | ʃaba                 |
| cutia             | tukurɨ               |
| cutiuaia          | adule (F)            |
| anta              | kudi                 |
| queixada          | bita                 |
| caititu           | bakɨra (< karib)     |
| veado             | kusara               |
| lontra            | tsarau (F)           |
| onça, cão         | jimada               |
| macaco-prego      | otʃɨ                 |
| caiarara          | uwawa                |
| guariba           | tɨbɨrɨ               |
| coatá             | rumi                 |
| cuxiú             | wisada               |
| ave               | kutʃɨʂa              |
| mutum             | awiisi               |
| jacu              | maatʃɨ               |
| cujubim           | kujusi (F)           |
| arara amarela     | araru                |
| papagaio          | waru                 |
| jacamim           | namiti (F)           |
| tucano            | takwe                |
| cobra             | uwi                  |
| sucuriju          | uwi-ja               |
| jacaré            | atʃurɨ               |
| rã                | kodokodorɨ           |
| peixe             | kuwɨ / nihʃə / -wɨnɨ |
| surubim           | kurɨʂi               |
| trairão           | atimara              |
| poraquê           | katumi               |
| piolho            | nni                  |
| verme minhoca     | araru                |
| bacaba            | mɨʂɨ                 |
| buriti            | jɨwɨ                 |
| patauá            | kwanamarɨ            |
| batata-doce       | kasai’i (F)          |
| cabaça            | kawalie (F)          |
| cará              | lisu (F)             |
| mandioca          | kasɨ                 |
| maniva            | kana-kad (F)         |
| capim             | dara                 |
| milho             | mariki               |
| castanha          | mia (F)              |
| tabaco            | tuma                 |
| arco              | tʃẽdje               |
| flecha            | kẽɲẽ                 |
| canoa             | kanawa               |
| corda             | jũwi                 |
| faca              | mare                 |
| machado           | juride               |
| miçanga           | kasoru / mama (F)    |
| panela            | batʃɨkarɨki          |
| rede de dormir    | beiwe / kwitiɲa (?)  |
| sal               | dɨwɨ                 |
| terçado           | katciparo (F)        |